# Mãe Cleusa de Nanã
Cleusa Millet, conhecida por Mãe Cleusa de Nanã (Salvador, 1923 — Salvador, 15 de outubro de 1998) foi uma candomblecista e médica obstetra soteropolitana que, em 1986, sucedeu sua mãe biológica, a Mãe Menininha do Gantois, como quinta ialorixá do Terreiro do Gantois. Exerceu a função até sua morte em 1998 e foi sucedida, a seu turno, por sua irmã biológica Mãe Carmem.

## Vida
Cleusa Millet nasceu em 1923 em Salvador, na Bahia, e era filha de Maria Escolástica da Conceição Nazaré, a dita Mãe Menininha do Gantois, e do advogado de ascendência britânica Álvaro MacDowell de Oliveira. Teve uma irmã chamada Carmem Oliveira da Silva, a Mãe Carmem. Formou-se em medicina na Universidade Federal da Bahia e fez cursos técnicos em obstetrícia. Mais adiante se casou com o oficial da marinha Eraldo Diógenes Millet com que teve três filhos biológicos: Álvaro, Zeno e Mônica, vindo adotar, anos depois, Ana Carolina. Viajou o mundo ao lado do marido antes de voltar ao Brasil e decidir morar no Rio de Janeiro, onde exerceu por 20 anos a função de obstetra.
Com a morte de Maria Escolástica em 13 de agosto de 1986, sucedeu sua mãe na função de ialorixá. Seu orixá patrono era Nanã. Atuava no terreiro como guia espiritual e realizava previsões, jogava búzios, dava conselhos e coordenadas rituais. Não encabeçou em sua gestão mudanças dramáticas, optando por dar continuidade ao legado de sua mãe. Com ajuda de patronos ricos, renovou o terreiro e criou um memorial para Mãe Menininha que se tornou uma espécie de museu. Celebrou amizades com celebridades como Gilberto Gil, Gal Costa, Caetano Veloso, Jorge Amado e Maria Bethânia, que em 1990 a convidou para cantar a introdução da faixa Awô de seu álbum 25 Anos. Morreu em 15 de outubro de 1998, vítima de uma parada cardíaca, após dar entrada no Hospital Aliança. Nos seis meses que antecederam sua morte, foi relatado que tinha dificuldade para andar devido a problemas com artrose nos dois joelhos.
Em decorrência de sua morte, o então governador, César Borges (1998–2002), decretou dia de luto oficial. Foi sepultada no mesmo dia, no cemitério do Jardim da Saudade, em Salvador, numa cerimônia sincrética que envolveu ritos candomblecistas e católicos. Sua filha Mônica era a mais cotada para sucedê-la no Gantois, mas com a recusa desta de assumir a sua obrigação sacerdotal, o posto acabou passando para Mãe Carmem, sua tia, em 2002, após quatro anos de vacância. Exatos 10 anos após o falecimento de Cleusa, foi agraciada postumamente com medalha da Ordem do Mérito da Bahia.

## Avaliação
Segundo o pesquisador Jeferson Bacelar da Universidade Federal da Bahia, "Mãe Creusa representou a continuidade de uma importante linhagem no Candomblé".